# Janvier 1911

## Événements
- Amérique du Nord[1] : accord économique entre les États-Unis et le Canada. Il échoue devant l’opposition des Canadiens.
- Russie : agitation étudiante.

- 12 janvier[2] : Mohamed-es-Senoussi, qui dirigeait le Dar Kouti, est tué. Le territoire du Tchad est créé.

- 18 janvier : Eugene Ely parvient à se poser sur l'USS Pennsylvania dans la Baie de San Francisco. Une plate-forme était aménagée à l'arrière du bateau de la marine américaine. Une heure après son appontage, il parvient à décoller et rejoint son aérodrome de départ (Selfridge Field).

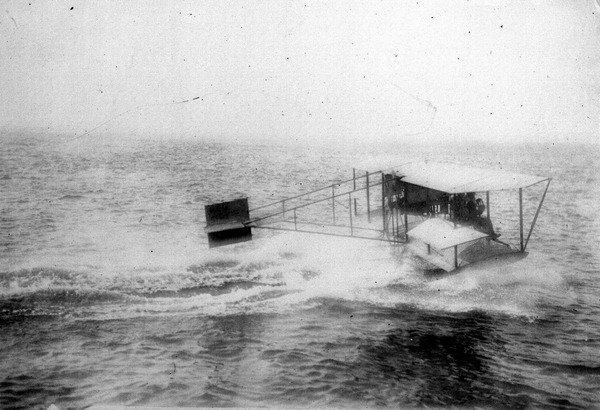
L'hydravion de Glenn Curtiss, photographié en 1911.

- 21 janvier : départ du premier rallye Monte-Carlo. Le premier vainqueur est Rougier avec sa Turcat-Mery 25 HP.

- 23 janvier : première expérience radio (TSF) à bord d'un avion en Europe. L'expérience a lieu à Buc (France).

## Naissances
- 3 janvier : Anselme Chiasson, folkloriste acadien († 25 avril 2004).
- 5 janvier : Jean-Pierre Aumont, comédien français († 30 janvier 2001).
- 9 janvier : Lev Okhotine, militant fasciste russe († 1948)
- 11 janvier : Pierre Caille, sculpteur, peintre, graveur, céramiste et joaillier belge († 24 octobre 1996).
- 13 janvier : Guido Del Mestri, cardinal italien, pro-nonce apostolique au Kenya (en), puis délégué apostolique au Mexique (en), pro-nonce apostolique au Canada, et enfin nonce apostolique en Allemagne († 2 août 1993).
- 14 janvier : Edward George Bowen, électronicien gallois († 12 août 1991).
- 18 janvier : 
  - José María Arguedas, écrivain et anthropologue péruvien († 2 décembre 1969).
  - Danny Kaye, chanteur, humoriste et acteur américain († 3 mars 1987).
- 22 janvier :
  - Bruno Kreisky, homme d'État autrichien († 29 juillet 1990).
  - André Roussin, dramaturge († 3 novembre 1997).
- 24 janvier : René Barjavel, écrivain et journaliste français († 24 novembre 1985).
- 30 janvier : Hugh Marlowe, acteur américain († 2 mai 1982).

## Décès
- 3 janvier : Jean Pierre François Lamorinière, peintre belge (° 20 avril 1828).
- 11 janvier : Camille Cornélie Isbert, peintre miniaturiste française (° 29 mai 1822).
- 22 janvier : Théodore Tchoumakoff, peintre russe (° 1823).